# Bieniuny (Białoruś)
Bieniuny (biał. Бянюны; ros. Бенюны; hist. również Biejniuny) – wieś na Białorusi, w obwodzie grodzieńskim, w rejonie oszmiańskim, w sielsowiecie Boruny, około 26 km na południowy wschód od Oszmiany.

## Historia
Historia Bieniun od początku XVI wieku do końca XIX wieku jest bardzo dobrze znana dzięki Czesławowi Jankowskimu. Pierwszym znanym właścicielem Bieniun był około 1500 roku Tatar, kniaź Furs Juchnowicz Asanczukowicz. W XVI wieku dobra te często zmieniały właścicieli do momentu, gdy kupił je w 1618 roku Jan Lipiński herbu Poraj. W posiadaniu tej rodziny majątek pozostawał przez następne 124 lata, do momentu, gdy Rafał i Bogusław Lipińscy sprzedali go w 1742 roku Stanisławowi i Jadwidze z Pakoszów Wolanom. Ci zaś już 6 lat później sprzedali Bieniuny wraz z Macewiczami małżeństwu tatarskiemu Janowi i Mariannie z Choromowiczów Sobolewskim. W 1809 roku Bieniuny wraz sąsiednim folwarkiem Goreckowszczyzna, dobra o łącznej powierzchni 316 dziesięcin kupił od Sobolewskich Józef Karczewski (1781–1835) herbu Samson, członek Towarzystwa Szubrawców w Wilnie. Ostatnim właścicielem Bieniun, od lat 90. XIX wieku do 1939 roku był wnuk Józefa, Henryk Karczewski (1869–1943).
W wyniku reformy administracyjnej w latach 1565–1566 Bieniuny weszły w skład powiatu oszmiańskiego województwa wileńskiego Rzeczypospolitej. Po II rozbiorze Polski w 1793 roku miejscowość znalazła się na terenie powiatu oszmiańskiego (ujezdu) guberni wileńskiej. Po ustabilizowaniu się granicy polsko-radzieckiej w 1922 roku Bieniuny wróciły do Polski, należały do gminy Holszany w powiecie oszmiańskim województwa wileńskiego, od 1945 roku – w ZSRR, od 1991 roku – na terenie Republiki Białorusi.
Około 1865 roku wieś liczyła 89 dusz rewiz.. W 1905 roku wieś liczyła 171 mieszkańców, folwark 29 mieszkańców. Do wsi należało 145 dziesięcin, do folwarku 377 dziesięcin. W 1931 wieś w 27 domach zamieszkiwało 159 osób, majątek w 3 domach 44 osoby. W 2009 roku – 54.
W okolicy wsi zachowały się umocnienia z czasów I wojny światowej

## Dwór Karczewskich
Stary tutejszy dwór został spalony w 1812 roku w czasie wojen napoleońskich. Józef Karczewski niezwłocznie przystąpił do budowy nowej siedziby w innym miejscu. Miała mieć kształt litery „U”, jednak wybudowano jedynie korpus główny i jedno, niedokończone zresztą, skrzydło. Dom stanął na wysokich suterenach, w których mieściły się m.in. piekarnia, serownia, piwnice. Był parterowy, przykryty wysokim, gładkim, gontowym dachem z lukarnami. Dom zachował się do dzisiejszych czasów. Główne wejście znajduje się na krótszej elewacji głównego korpusu, był to portyk o czterech smukłych kolumnach podtrzymujących trójkątny szczyt z półokrągłym oknem, oraz stosunkowo wąski balkon, wsparty również na drewnianych kolumienkach. Dzisiejsze wejście zupełnie nie przypomina tego sprzed 1939 roku.
Wewnątrz znajdowało się dziesięć dużych pokoi i kilka mniejszych o przeznaczeniu gospodarczym, przeważnie w układzie amfiladowym. W środku domu były połączone dwa salony. Do nich przylegał gabinet i pokój stołowy. Na ścianach wisiała duża i cenna kolekcja obrazów zgromadzonych przez Józefa Karczewskiego, przyjaciela m.in. Jędrzeja Śniadeckiego i Kazimierza Kontryma. Jeden z olejnych obrazów, zajmujący całą ścianę jednego z salonów, przedstawiał śmierć Kleopatry. Poza tym znajdowało się w tutejszych zbiorach dziesięć obrazów szkoły holenderskiej, głównie studiów portretowych, w tym jeden zatytułowany Starzec z fajką, uważanych za oryginały. Wielkiej wartości bibliotekę Józefa Karczewskiego z drukami polskimi sięgającymi XVI wieku, liczącą ponad 3000 tomów, Henryk przed I wojną światową jako depozyt przekazał Ferdynandowi Ruszczycowi do sąsiedniego Bohdanowa.
Parku w Bieniunach nie było. Dwór usytuowany został na czterech tarasach. Najwyżej leżał ogród kwiatowo-owocowy, na nieco niższym stał dom otoczony gazonami i rabatami kwiatowymi, jeszcze niżej znajdowała się dalsza część ogrodu kwiatowego, a na samym dole staw rybny. Do dworu wiodła aleja wysadzana lipami i topolami.
Majątek Bieniuny został opisany w 4. tomie Dziejów rezydencji na dawnych kresach Rzeczypospolitej Romana Aftanazego.